# Uitkering
Een uitkering is een som geld die aan iemand wordt betaald.
Niet voor elke som geld wordt de term uitkering gebruikt. Vaak wordt de naam gebruikt om aan te geven:
- Een som geld (herhaald of niet) in het kader van sociale zekerheid (bijvoorbeeld een werkloosheidsuitkering, bijstandsuitkering of arbeidsongeschiktheidsuitkering). Deze uitkeringen worden betaald door overheidsinstanties, het UWV en gemeenten in Nederland. In België wordt de werkloosheidsuitkering uitbetaald door de Hulpkas voor Werkloosheidsuitkeringen (HVW) voor wie niet aangesloten is bij een vakbond of door de drie erkende landelijke vakbonden : de liberale vakbond ACLVB, de christelijke vakbond ACV, en de socialistische vakbond ABVV.[1] De ziekte-uitkering  wordt uitbetaald door het ziekenfonds waarbij u aangesloten bent.[2]
- Een som geld (herhaald of niet) die door een verzekeringsmaatschappij wordt betaald aan een begunstigde (zoals een schade-uitkering, een levensverzekeringskapitaal of een lijfrente-uitkering).

Om te onderstrepen dat behoeftigheid geen voorwaarde is en het een recht zou zijn en geen gunst wordt soms de voorkeur gegeven aan de term "AOW-pensioen" boven "AOW-uitkering" (in Nederland). De termen worden ook wel door elkaar gebruikt, of pensioen wordt gebruikt voor de hele aanspraak, en uitkering voor een betaling.
Een uitkeringsgerechtigde is iemand die recht heeft op een uitkering. Zie ook Betrokkenen bij de verzekeringsovereenkomst in Nederland.
Bij een periodieke uitkering wordt één betaling ook wel een termijn genoemd (niet te verwarren met de betekenis tijdsduur): pensioentermijn, lijfrentetermijn.
Een inkomensafhankelijke toeslag is een soort uitkering die gekoppeld is aan bepaalde uitgaven die te hoog zijn vergeleken met het inkomen. Een fiscale faciliteit zoals een heffingskorting of een aftrekpost kan in bepaalde gevallen ook worden opgevat als "uitkering".
De ontkoppeling is wanneer uitkeringen tijdelijk niet langer meestijgen met de gemiddelde loonontwikkeling, waardoor de uitkeringshoogte bevroren wordt. Hierdoor daalt de koopkracht van uitkeringsgerechtigden omdat de consumptieprijzen of de levensduurte wel stijgen. Deze maatregel kan door de regering worden opgelegd om op uitkeringen te bezuinigen, of wanneer de regering vindt dat de lonen te hard gestegen zijn. In België zijn de sociale uitkeringen gekoppeld aan de indexering : Wanneer de spilindex overschreden wordt stijgen de uitkeringen automatisch mee met de lonen. 
Uitkeringsfraude houdt in dat iemand door eigen toedoen of nalatigheid een uitkering krijgt waar hij geen recht op heeft, of een hogere uitkering dan waar hij recht op heeft.